# Moustapha Bey
Moustapha Bey (arabe : أبو النخبة مصطفى باشا باي), né en août 1787, et mort le 10 octobre 1837 à La Goulette, est bey de Tunis de la dynastie des Husseinites de 1835 à sa mort.

## Biographie
Frère cadet d'Hussein II Bey, il est désigné comme prince héritier en 1824 et succède à son frère le 20 mai 1835. Il est nommé général de division de l'armée impériale ottomane le 15 décembre de la même année.
En février 1837, Moustapha Bey, sur les conseils de son grand vizir Chakir Saheb Ettabaâ, opère le recensement de tous les jeunes gens de Tunis âgés de 10 à 25 ans en vue de les enrôler dans l'armée régulière. Cette mesure émeut vivement la population citadine qui était exemptée de la conscription depuis des temps immémoriaux. En vue d'aplanir les difficultés, le bey demande au Cheikh El Médina et aux cheikhs des deux faubourgs de désigner 22 notables pour conférer avec lui sur la situation mais ces derniers refusent de siéger au Bardo alléguant que la mosquée Zitouna, principale mosquée de Tunis, devrait être choisie comme lieu de réunion. En tout état de cause, les notables font connaître que l'enrôlement projeté est une violation des privilèges traditionnels des habitants de la cité, « qu'à l'arrivée des Turcs dans le pays, des impositions avaient été établies sur les habitants pour l'entretien des troupes d'occupation, et que le produit des contributions ont augmenté récemment par l'impôt de 25 % sur les articles de denrées de consommation et d'un seizième sur les loyers des maisons, était suffisant pour l'entretien [...] Au surplus, la mesure projetée, si elle était mise à exécution, anéantirait leur commerce et dépraverait les mœurs de leurs enfants à qui le séjour des casernes ferait contacter des habitudes vicieuses. Si le bey désirait inspirer des goûts militaires à la jeunesse, la chasse et le tir à la cible étaient des moyens très propres d'arriver à ce but et avaient l'avantage d'être conformes à l'esprit de la loi religieuse ». Face à l'obstination de Moustapha Bey, la population est alors prête à s'insurger.
Or, le bey aurait sans doute maintenu son projet de conscription si une révolte des tribus de l'ouest du pays, survenue au même moment, ne l'avait obligé à déplacer de la capitale la plus grande partie de ses forces militaires pour mater les rebelles. Bien que le projet soit enterré, le bey s'en sert comme prétexte pour se débarrasser de son instigateur, devenu trop puissant et indépendant, le soupçonnant en fait de vouloir renverser la dynastie. Le grand vizir est étranglé le 11 septembre 1837 dans les couloirs du palais du Bardo, au sortir d'une réunion avec le souverain et le consul de France. Il est alors remplacé par un autre mamelouk, Mustapha Khaznadar, ancien esclave d'origine grecque, qui arrive au pouvoir à l'âge de 21 ans.
Il ne règne que deux années. Il est enterré au mausolée du Tourbet El Bey situé dans la médina de Tunis.
Son fils lui succède en tant que bey le 10 octobre 1837 sous le nom d'Ahmed Ier Bey.